# Eric Cartman
Eric Theodore Cartman je fiktivní postava amerického kresleného seriálu Městečko South Park. Cartman je často původcem zápletky epizody a to pro neutuchající vůli vždy dosáhnout svého jakýmikoli dostupnými prostředky. Patří mezi jedinou mnohojazyčnou postavu a je schopen domluvit se španělsky, latinsky, francouzsky, italsky, arabsky a německy. Je velmi agresivní, fanatický a sadistický; mnohdy se vybíjí na národnostních i jiných menšinách, za což se dostal i do vězení (útok na černošského spolužáka Tokena). Cartman je také velmi rozmazlený a jako dítě nezvladatelný; jeho matka mu však plní jeho přání, takže jeho vztah s ní je spíše pozitivní. Zkrotit a donutit k poslušnosti jej dokázal až cvičitel psů. Právě díky jeho velké zálibě v cukroví a sýrových křupkách je Cartman velmi obézní a též i velmi citlivý ohledně své tloušťky, pokud mu ji připomínají ostatní. V seriálu se tak naráží na typicky stereotypní výmluvy tlustých dětí, zejména "I'm not fat, I'm big-boned!"/Já nejsem tlustý já mám jenom tlustý kosti

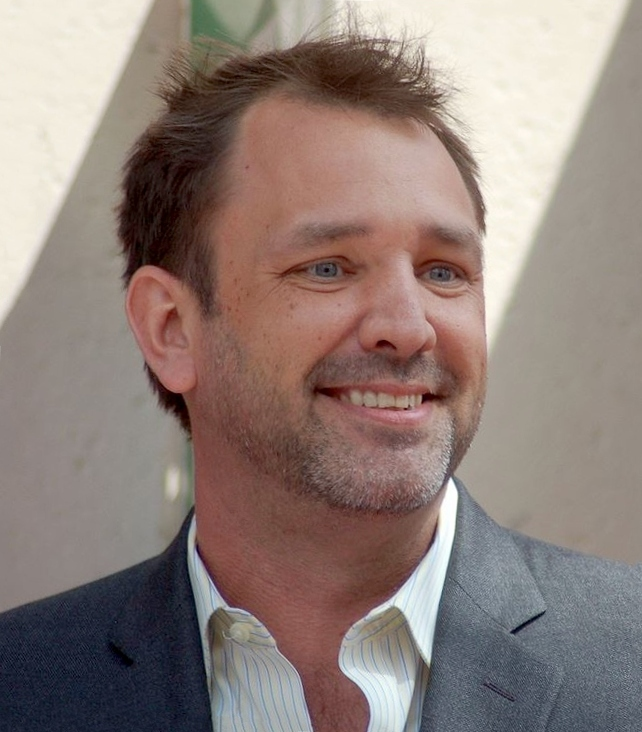
Cartmana dabuje Trey Parker.

## Pozadí

### Koncept postavy
Ačkoliv se mnoho lidí mylně domnívá, že Cartmanovo jméno je inspirováno nacistickým pilotem Erichem Hartmannem, ve skutečnosti byla postava pojmenovaná podle Matta Carpmana, blízkého známého Stona a Parkera. Jeho postava byla rovněž inspirována Archiem Bunkerem. Vztah mezi Kylem a Cartmanem byl Stonem a Parkerem přirovnán k Michael "Meathead" Stivic vs. Archie Bunker (ze seriálu All in the Family)

## Osobnost
Cartman je dominantní a agresivní (libuje si v autoritativních rolích); svými názory a postoji nemá daleko k totalitním diktátorům (neskrytě je obdivuje a v epizodě Umučení Žida (dle filmu Umučení Krista) je oblečen jako Adolf Hitler pronášeje větu: Wir müssen die Juden ausrotten – My musíme Židy vyhladit. Je velmi netolerantní k menšinám a stoupencům jiných politických názorů než jeho, hlavně tedy k Židům (jeho přítel Kyle je Žid; spolu vedou spoustu bojůvek ohledně židovství), k hippies (důrazně se vyhýbá San Franciscu a vstoupí do něj pouze v speciálním protichemickém obleku) a také i k chudým lidem (například neustále uráží Kennyho za to, že jeho rodina je chudá) nebo bezdomovcům. V případě aféry karikatur proroka Mohameda stojí na straně muslimů, avšak jen kvůli snaze zrušení seriálu Family Guy (v ČR vysílán jako Griffinovi), v jehož díle má Mohamed vystupovat. Je pro něj také typické, že touží po bohatství a videohrách a je pro něj ochoten udělat cokoliv (např. nechat se zmrazit, což se mu povedlo a byl rozmražen po 500 letech, či odjetí do Somálska za účelem stát se pirátem).

### Dovednosti
Díky vynikajícím rétorickým schopnostem je Cartman schopen přesvědčit lidi, či určité zájmové skupiny, a úspěšně je vést ke svému sobeckému cíli.
Cartman má rovněž nezaměnitelný hudební talent, který často používá k zesměšnění dané situace, či postavy. Mezi jeho první hudební čísla patří "Kyle's Mom's a Bitch" (Mr. Hankey, the Christmas Poo – epizoda 9, série 1 a South Park: Peklo na Zemi) a "She Works Hard for the Money" (cover Donny Summer; Planetárium – epizoda 11, série 2). Cartmanův hudební styl se časem změnil na více arena rock, gospel a power ballad orientovaný (často vokálně paroduje klišé výše zmíněných žánrů). Cartman umí hrát na piáno ("Křesťanský rock"), housle ("Supermarket"), lesní roh ("Léto je na hovno"), bicí ("Vyznamenaná pitomost"), foukací harmoniku ("Jakovasauři", "Ty kurvy velryby"), akustickou kytaru ("Činpokomončáci") a též na panovou flétnu ("Pandemie").

### Excesy
Postava Erica Cartmana je známá také díky svým projevům emoční a mentální nerovnováhy. Cartmanova pasivní agresivita měla díky nevyrovnanému účtu se Scottem Tenormanem o 10 dolarů rovněž na svědomí úmrtí rodičů Scotta Tenormana, což vyústilo v zásadní zvrat a Kylova komentáře: „Dude, I don't think we should ever piss off Cartman again“.
Mimo krizí s vlastní (sexuální) identitou, Cartman se rovněž dopouští nezvyklých výslovností některých slov:
- Svoji matku volá meom/meem/mium namísto mom
- Namísto I'm serious (serious je přídavné jméno) říká I'm seriously... (seriously je příslovce)
- Namísto here říká myah
- Namísto cool říká kewl
- Namísto Kenny říká Kinny
- Namísto Wendy říká Windy
- Namísto authority říká authoritah

V epizodě 14 (Chudé dítě), sérii 15 byla Cartmanova excentrická výslovnost konfrontována, když prohlásil „I beat you to it, Kyel“, načež Kyle odpoví „My name is not Kyel“. Později ve stejné epizodě Cartmanova pěstounská matka Mrs. Weatherhead vejde do místnosti a upozorní ho „and my name is not Meem“, poté co Cartman zkouší uplatnit své manipulační techniky na paní Weatherheadovou.